# Capacitat instal·lada
La capacitat nominal, també coneguda com la capacitat instal·lada o efecte màxim, es refereix a la plena càrrega tècnica de sortida d'una instal·lació d'una planta d'energia, una planta química, planta de combustible, refineria de metalls, mina, i molts altres.
Per a la generació útil, aquesta capacitat depèn de la capacitat tècnica interna de la planta per mantenir la producció en una quantitat de temps raonable (per exemple, un dia), ni momentàniament ni de forma permanent, i sense tenir en compte esdeveniments externs, com ara la falta de combustible o esdeveniments interns com ara el manteniment. La sortida real pot ser diferent a la capacitat nominal per a una sèrie de raons en funció dels equips i de les circumstàncies.